# Skindred
Gli Skindred sono un gruppo musicale heavy metal britannico, formatosi nel 1998 nel Galles per iniziativa del cantante Benji Webbe.

## Stile musicale
Nella loro musica la band mescola diversi generi come reggae, rock alternativo, punk rock, hardcore punk, drum and bass, dubstep e rap.

## Formazione
Attuale
- Benji Webbe – voce (1998-presente)
- Michael Fry – chitarra, cori (2002-presente)
- Dan Pugsley – basso, programmazione, cori (1998-presente)
- Arya Goggin – batteria (2002-presente)
- Dan Sturgess – giradischi, programmazione, cori (2011-presente)

Ex-componenti
- Jeff Rose – chitarra (2001-2002)
- Martyn "Ginge" Ford – batteria (2001-2002)

## Discografia

### Album in studio
- 2002 – Babylon
- 2007 – Roots Rock Riot
- 2009 – Shark Bites and Dog Fights
- 2011 – Union Black
- 2014 – Kill the Power
- 2015 – Volume
- 2018 – Big Tings
- 2023 – Smile